# Марія Терезія Австрійська (1767—1827)
Марія Терезія Австрійська (нім. Maria Theresia Josepha Charlotte Johanna von Österreich; 14 січня 1767, Флоренція — 7 листопада 1827, Лейпциг) — австрійська ерцгерцогиня з династії Габсбургів, королева-консорт Саксонії.

## Походження та навчання

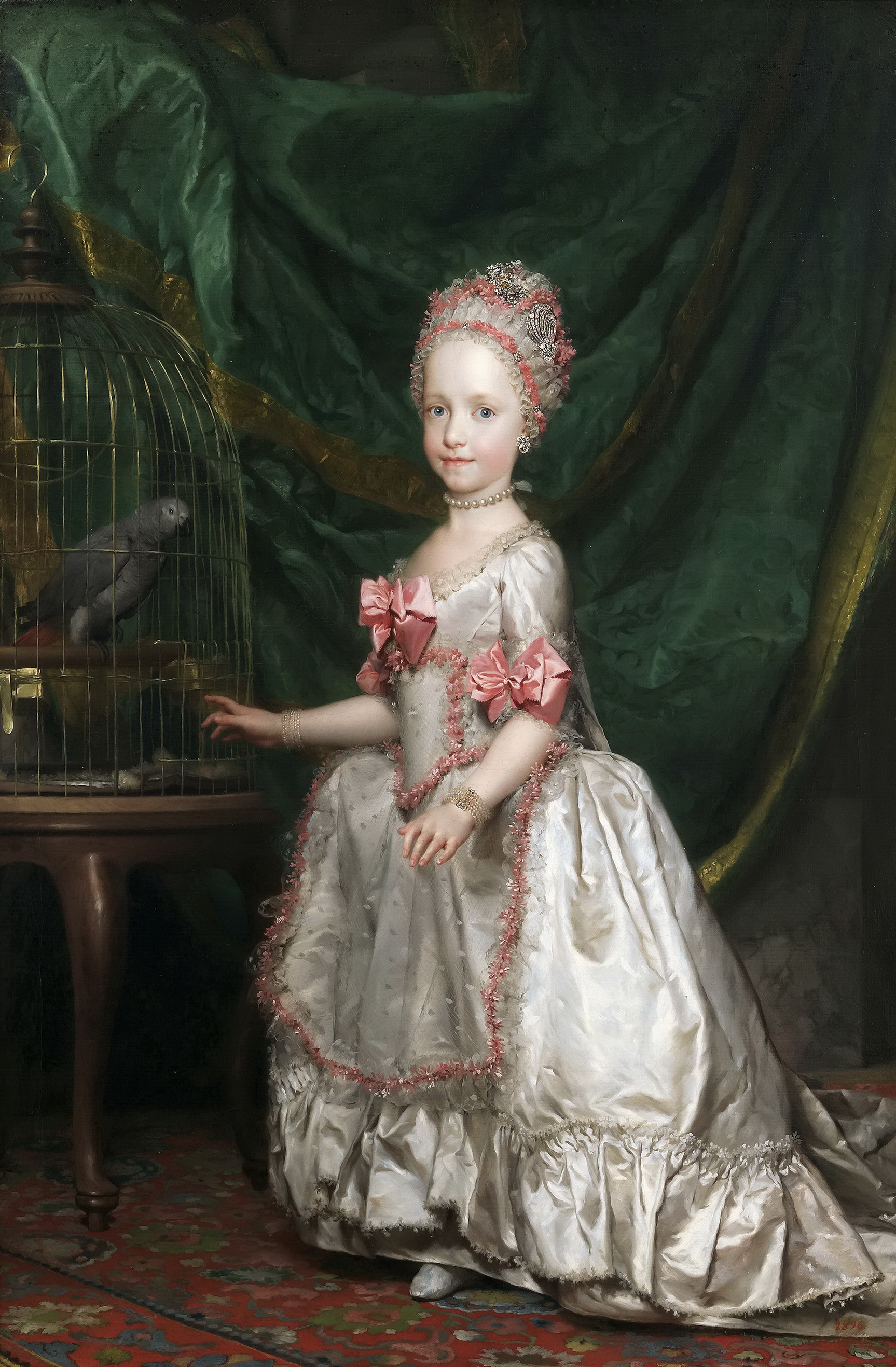
Марія Терезія в 1771 р., Антон Рафаель Менгс.

Ерцгерцогиня Марія Терезія Йозефа Шарлотта Йоганна народилася 1767 року у Флоренції (Італія). Вона була старшою дочкою і першою дитиною в родині великого герцога П'єтро Леопольда Тосканського (пізніше став імператором Священної Римської імперії Леопольдом II) та його дружини Марії-Луїзи, уродженої принцеси Іспанської. Як і всі старші дочки дітей її батьківських бабусь і дідусів, вона була названа на честь бабусі, імператриці Марії-Терезії. Марія Тереза та її брати і сестри отримували дещо інше виховання, ніж це було звичайно для королівських дітей на той час: їх насправді виховували їхні батьки, а не свита слуг.

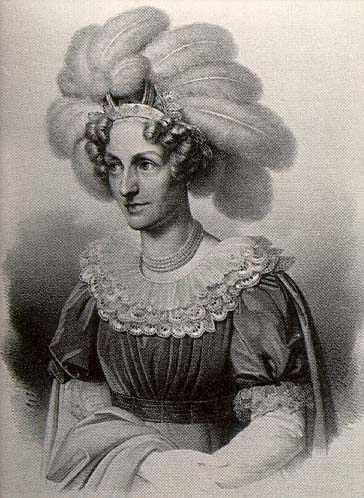
Літографія К. Ногеля, надрукована Луїсом Зеллнером у «Майстерні фон Лемерсьє». Париж (1829)

## Шлюб
8 вересня 1787 року Марія Терезія вийшла заміж за дорученням за наслідного принца Саксонії Антона. Пара знову повторила свою шлюбну обітницю на одруженні в Дрездені 18 жовтня 1787 року. Раніше Антон був одружений з Марією Кароліною Савойською, яка померла від віспи в 1782 році.
Опера Моцарта «Дон Жуан» була приурочена до візиту Марії Терезії до Праги 14 жовтня 1787 року, а лібрето були надруковані з присвятою. Однак прем'єру не вдалося влаштувати вчасно, тому опера «Одруження Фігаро» була замінена на експрес-накази дядька Марії Терезії, священного римського імператора Йосифа II. Вибір шлюбу Фігаро багатьма спостерігачами вважався неналежним для нової нареченої, і пара рано покинула оперний театр, не побачивши всю виконану роботу. Моцарт гірко поскаржився на інтриги, пов'язані з цим інцидентом, у листі до свого друга Готфріда фон Жаккіна, який був написаний поетапно між 15 жовтня та 25 жовтня 1787 р. Вона також була присутня у Празі у вересні 1791 року на прем'єрі опери Моцарта «La clemenza di Tito», яка була написана як частина святкувань там на честь коронації її батька як короля Чехії.

## Подальше життя
Марія Терезія допомагала своєму батькові, тодішньому  імператору, влаштувати зустріч між Австрією, Пруссією та французькими емігрантами в Саксонії, результатом якої стала Пильницька декларація, прийнята 25 серпня 1791 року.
У 1806 році вона та її родина втекли із Саксонії до Праги під час війни проти Наполеона I. Вони змогли повернутися у 1813 р.
У травні 1827 року помер брат Антона, король Фрідріх Август, який не мав спадкоємців чоловічої статі, і трон перейшов до її чоловіка.
Але через шість місяців, Марія Терезія померла в Лейпцигу 7 листопада 1827 року після нетривалої хвороби.

## Діти
У шлюбі народилося четверо дітей, але всі вони померли в дитинстві.
- Марія Луїза (14 березня 1795 — 25 квітня 1796)
- Фрідріх Август (5 квітня 1796 — 5 квітня 1796)
- Марія Йоганна (5 квітня 1798 — 30 жовтня 1799)
- Марія Терезія (15 жовтня 1799 — 15 жовтня 1799)